# Fors landskommun, Västergötland
Fors landskommun var en tidigare kommun i dåvarande Älvsborgs län.

## Administrativ historik
Kommunen bildades i Fors socken i Flundre härad i Västergötland när 1862 års kommunalförordningar trädde i kraft.  
Vid kommunreformen 1952 uppgick den i Flundre landskommun som upplöstes 1971 då denna del uppgick i Trollhättans kommun. 

## Politik

### Mandatfördelning i valen 1938-1946
| 1 | 14 | 4 | 1 |

| 17 | 3 |

| 1 | 14 | 4 | 1 |

| 17 | 3 |

| 2 | 13 | 1 | 4 |

| 19 |